# Dvorac Windsor
Dvorac Windsor (eng. Windsor Castle) dvorac je u južnoj Engleskoj. Nalazi se u gradu Windsoru, u grofiji Berkshire. Dvorac je poznat kao jedna od triju službenih rezidencija dinastije Windsor, vladajuće britanske kraljevske obitelji. Najveći je stalno naseljeni dvorac na svijetu. Površina same građevine iznosi 52.609 m². Izgrađen je pod vodstvom Vilima I. Osvajača nakon invazije Normana u 11. stoljeću.
Izgrađen je na umjetno napravljenom uzvišenju strateški važnom za kontrolu rijeke Temze i glavnog puta prema Londonu. Prvobitno je bio okružen drvenom palisadom i jarkom, a kasnije su izgrađene kamene zidine u vrijeme vladavine Henrika I., kralja Engleske. Od vremena njegove vladavine taj je dvorac postao rezidencija britanskih vladara, što ga čini i najduže naseljenim dvorcem u Europi. Tijekom Prvog barunskog rata odigrao je značajnu ulogu. Dvaput je bio pod opsadom, ali je uspješno obranjen. Henrik III. tijekom 13. stoljeća izgradio je luksuznu palaču u okviru kompleksa dvorca, dok je Eduard III. ponovo sagradio dvorac, što je bio najskuplji građevinski projekt svjetovnog karaktera u srednjovjekovnoj Engleskoj. U okviru dvoraca u 15. je stoljeću sagrađena kapela svetog Jurja. Tijekom vladavine dinastije Tudora dvorac je zadržao svoj izgled, ali su Henrik VIII. i Elizabeta I. povećali važnost dvoraca, jer su ga koristili za održavanje svih značajnih diplomatskih događaja.
Tijekom Engleskog građanskog rata služio je kao sjedište vojske Parlamenta i kao mjesto na kojem je Karlo I. bio u pritvoru. Karlo II. rekonstruirao je veći dio dvorca uz pomoć arhitekta Hugha Maya. Nakon razdoblja u kojem je dvorac bio slabo održavan, Đuro III. i Đuro IV. u 18. su stoljeću rekonstruirali palaču Karla II. i time joj dali današnji izgled. Kraljica Viktorija izmijenila je manje dijelove dvorca u kojem su tijekom većeg dijela njezine vladavine bili organizirani prijemi povodom raznih svečanosti. Tijekom zračnih napada tijekom Drugog svjetskog rata u njega se sklonila kraljevska obitelj. U požaru 1992. pretrpio je značajna oštećenja. Danas je popularna turistička atrakcija u kojoj se organiziraju prijemi za strane državnike.

## Vanjske poveznice
|  | Zajednički poslužitelj ima još gradiva o temi Dvorac Windsor |

- (engl.) Windsor Castle na službenim stanicama kraljevske obitelji
- (engl.) Windsor Castle na stranicama Kraljevske kolekcije